# Iñaki Subijana
Ignacio José Subijana Zunzunegui (San Sebastián, 1963), conocido como Iñaki Subijana, es un juez, magistrado y profesor universitario español, presidente del Tribunal Superior de Justicia del País Vasco desde 2021.

## Biografía y trayectoria
Se licenció en Derecho en la Universidad del País Vasco. Ingresó en la carrera judicial en 1990 y su primer destino judicial fue el juzgado de Primera Instancia e Instrucción número 1 de Azpeitia.
En el año 2001 fue nombrado magistrado y pasó a formar parte de la Audiencia Provincial de Gipuzkoa, y se convirtió en presidente de dicha audiencia en 2010 y reelegido en 2015.
Se doctoró en Derecho Penal en el año 2004 en la Universidad del País Vasco con la tesis "Del olvido al reconocimiento. El principio de protección de las víctimas en el marco jurídico penal, material y procesal", dirigido por el catedrático José Luis de la Cuesta.
Ha sido profesor del Instituto Vasco de Criminología, profesor universitario de Derecho Penal en la Universidad del País Vasco y profesor también en la Facultad de Ciencias Políticas y Sociología de la Universidad de Deusto desde 2007 en adelante.
Es experto en Derecho Foral, en mediación judicial y en justicia restaurativa y un ferviente defensor de los sistemas alternativos de resolución de conflictos y de la mediación. De perfil progresista, es miembro de Juezas y jueces para la Democracia, aunque ha tenido algunas controversias.
Como juez, su caso más sonado fue el de las torturas a los miembros de ETA "Portu y Sarasola" (Igor Portu y Mattin Sarasola) cuando siendo Subijana miembro de la Sala de la Audiencia Provincial de Gipuzkoa que llevó el caso, condenó a cuatro Guardias Civiles y después el Tribunal Supremo los absolvió y reprendió a Subijana por la decisión. Después de la decisión del Tribunal Supremo el Tribunal Europeo de Derechos Humanos condenó a España.
En el año 2021 fue elegido presidente del Tribunal Superior de Justicia del País Vasco por el Consejo General del Poder Judicial, sucediendo a Juan Luis Ibarra.
En su discurso apostó por la transformación digital de la Justicia y por continuar con la normalización del uso del euskera, por la colaboración con el sistema educativo y universitario, y por promover el conocimiento entre los ciudadanos del funcionamiento de la Justicia.
Subijana es vascoparlante.